# (73007) 2002 ET29
(73007) 2002 ET29 – planetoida z pasa głównego asteroid okrążająca Słońce w ciągu 4,08 lat w średniej odległości 2,55 j.a. Odkryta 9 marca 2002 roku.